# Ville-sur-Ancre
Pour les articles homonymes, voir Ville (homonymie) et Ancre.
Ville-sur-Ancre est une commune française située dans le département de la Somme, en région Hauts-de-France.

## Géographie
La commune est traversée par l'Ancre, rivière affluente de la Somme.

### Localisation

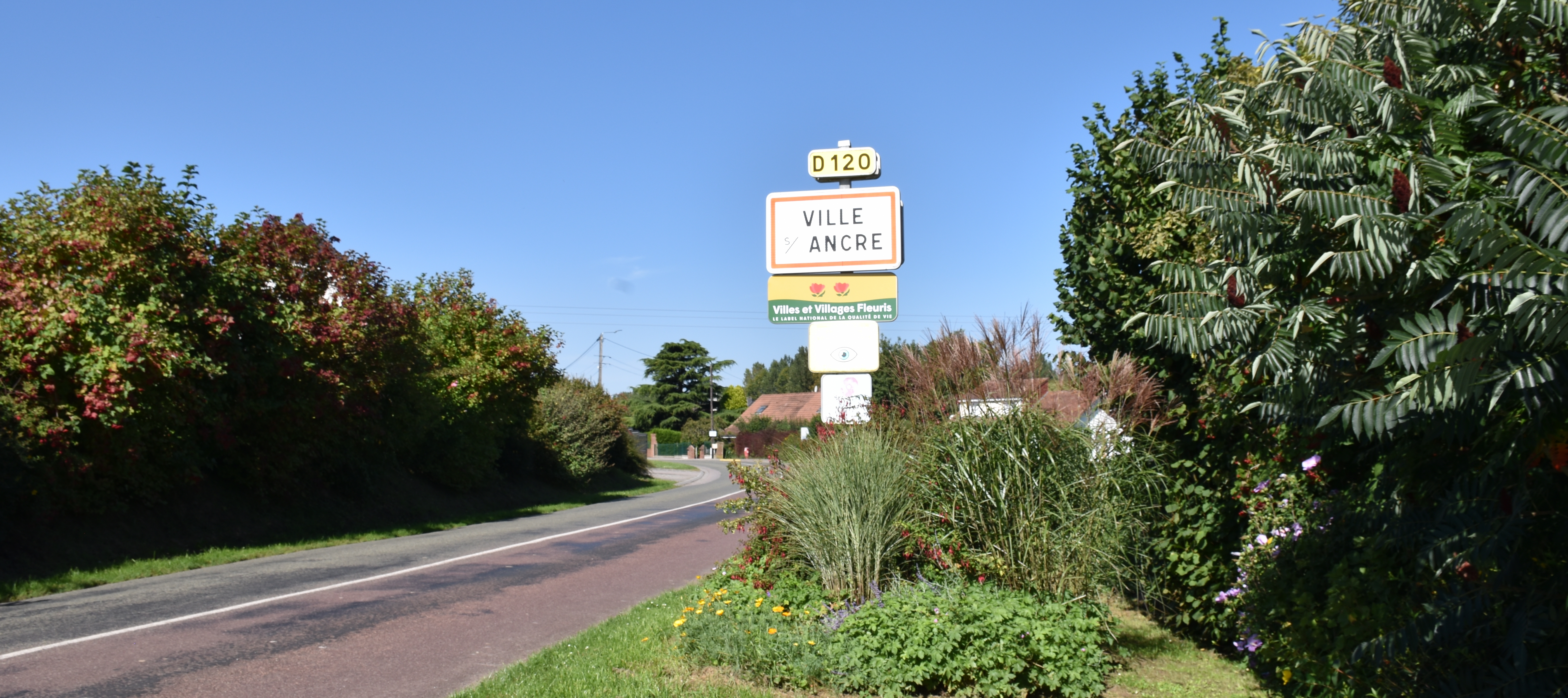
Une entrée de la commune.

### Communes voisines

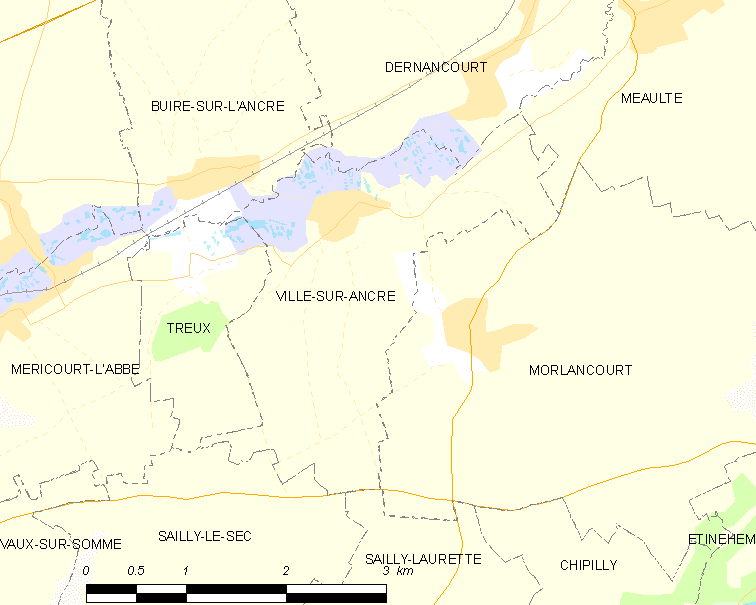
Cliquer sur la carte pour agrandir.

### Hydrographie

#### Réseau hydrographique
La commune est située dans le bassin Artois-Picardie. Elle est drainée par l'Ancre.
L'Ancre, d'une longueur de 37 km, prend sa source dans la commune de Miraumont et se jette  dans la Somme canalisée à Aubigny, après avoir traversé 21 communes.

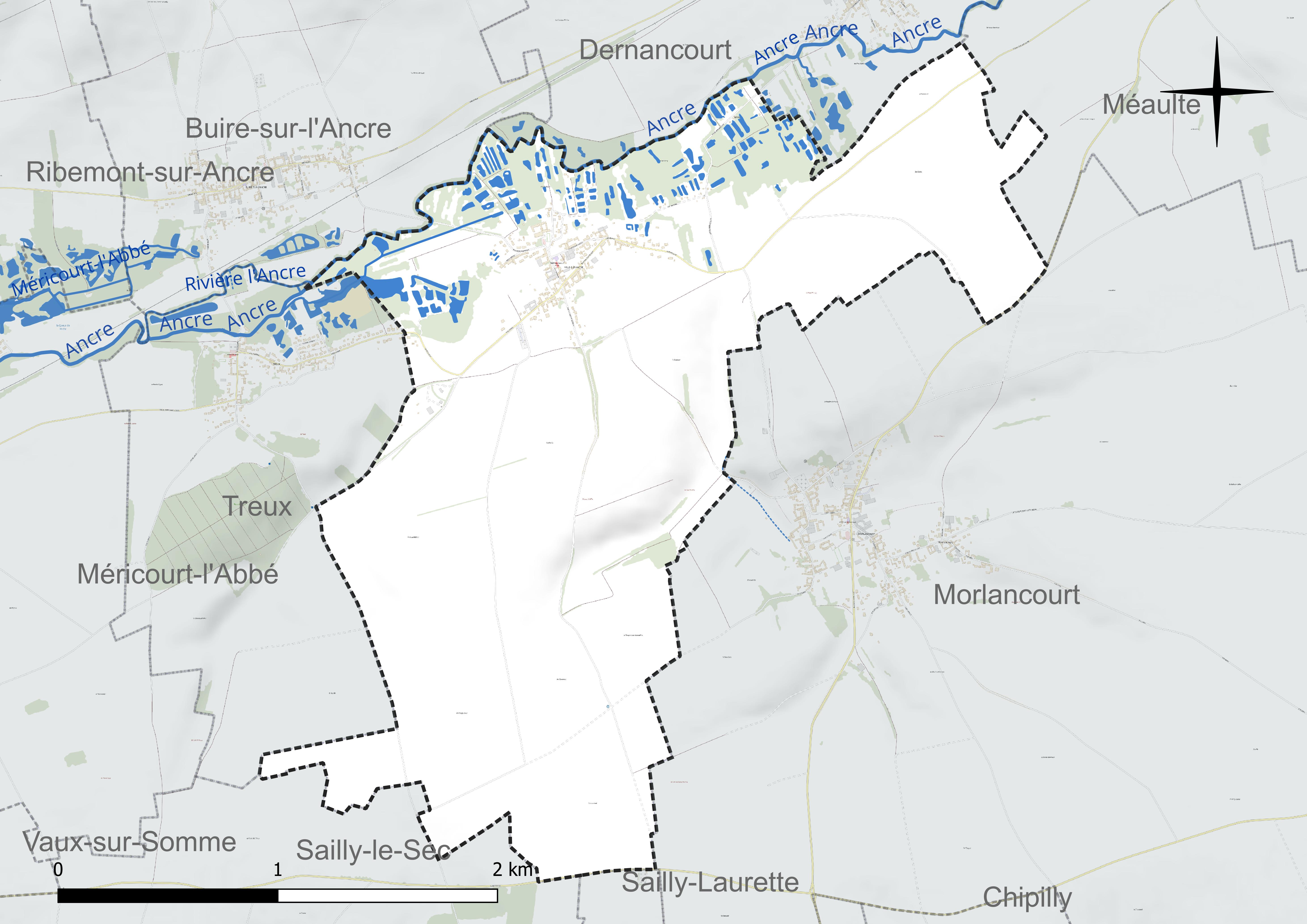
Réseau hydrographique de Ville-sur-Ancre.

#### Gestion et qualité des eaux
Le territoire communal est couvert par le schéma d'aménagement et de gestion des eaux (SAGE) « Somme aval et Cours d'eau côtiers ». Ce document de planification concerne un territoire de 1 835 km2 de superficie, délimité par le bassin versant de la Somme canalisée. Le périmètre a été arrêté le 29 avril 2010 et le SAGE proprement dit a été approuvé le 6 août 2019. La structure porteuse de l'élaboration et de la mise en œuvre est le syndicat mixte d'aménagement hydraulique du bassin versant de la Somme (AMEVA).
La qualité des cours d'eau peut être consultée sur un site dédié géré par les agences de l'eau et l'Agence française pour la biodiversité.

### Climat
Pour des articles plus généraux, voir Climat des Hauts-de-France et Climat de la Somme.
En 2010, le climat de la commune est de type climat océanique dégradé des plaines du Centre et du Nord, selon une étude du CNRS s'appuyant sur une série de données couvrant la période 1971-2000. En 2020, Météo-France publie une typologie des climats de la France métropolitaine dans laquelle la commune est exposée à un climat océanique et est dans la région climatique Nord-est du bassin Parisien, caractérisée par un ensoleillement médiocre, une pluviométrie moyenne régulièrement répartie au cours de l'année et un hiver froid (3 °C).
Pour la période 1971-2000, la température annuelle moyenne est de 10,1 °C, avec une amplitude thermique annuelle de 14,6 °C. Le cumul annuel moyen de précipitations est de 713 mm, avec 11,9 jours de précipitations en janvier et 8,5 jours en juillet. Pour la période 1991-2020, la température moyenne annuelle observée sur la station météorologique la plus proche, située sur la commune de Méaulte à 4 km à vol d'oiseau, est de 10,7 °C et le cumul annuel moyen de précipitations est de 730,3 mm,. Pour l'avenir, les paramètres climatiques de la commune estimés pour 2050 selon différents scénarios d'émission de gaz à effet de serre sont consultables sur un site dédié publié par Météo-France en novembre 2022.
| Mois                                  | jan.           | fév.           | mars          | avril         | mai             | juin           | jui.           | août           | sep.         | oct.          | nov.            | déc.           | année      |
| ------------------------------------- | -------------- | -------------- | ------------- | ------------- | --------------- | -------------- | -------------- | -------------- | ------------ | ------------- | --------------- | -------------- | ---------- |
| Température minimale moyenne (°C)     | 1,1            | 1,2            | 3,3           | 5,1           | 8,2             | 11             | 12,9           | 13             | 10,5         | 7,6           | 4,3             | 1,8            | 6,7        |
| Température moyenne (°C)              | 3,6            | 4,2            | 7,2           | 9,9           | 13,2            | 16,1           | 18,3           | 18,5           | 15,2         | 11,2          | 7               | 4,1            | 10,7       |
| Température maximale moyenne (°C)     | 6              | 7,1            | 11,1          | 14,7          | 18,2            | 21,2           | 23,6           | 23,9           | 20           | 14,9          | 9,7             | 6,4            | 14,7       |
| Record de froid (°C) date du record   | −13,7 17.01.13 | −13 07.02.1991 | −9,1 13.03.13 | −4,7 07.04.21 | −1,6 07.05.1997 | 1,4 05.06.1991 | 4,8 04.07.1990 | 5,7 24.08.1993 | 2,1 30.09.18 | −4,3 29.10.03 | −8,5 24.11.1998 | −13,6 18.12.10 | −13,7 2013 |
| Record de chaleur (°C) date du record | 14,8 09.01.15  | 18,5 26.02.19  | 23,1 31.03.21 | 26,6 29.04.10 | 30,3 27.05.05   | 34,1 18.06.22  | 40,8 25.07.19  | 38,2 06.08.03  | 34 15.09.20  | 28 01.10.11   | 19,8 06.11.18   | 15,8 30.12.22  | 40,8 2019  |
| Précipitations (mm)                   | 61,2           | 49,9           | 53,5          | 43,3          | 58,7            | 56,7           | 60,7           | 64,7           | 55,9         | 69,6          | 72,1            | 84             | 730,3      |

## Urbanisme

### Typologie
Au 1er janvier 2024, Ville-sur-Ancre est catégorisée commune rurale à habitat dispersé, selon la nouvelle grille communale de densité à sept niveaux définie par l'Insee en 2022.
Elle est située hors unité urbaine. Par ailleurs la commune fait partie de l'aire d'attraction d'Amiens, dont elle est une commune de la couronne,. Cette aire, qui regroupe 369 communes, est catégorisée dans les aires de 200 000 à moins de 700 000 habitants,.

### Occupation des sols
L'occupation des sols de la commune, telle qu'elle ressort de la base de données européenne d'occupation biophysique des sols Corine Land Cover (CLC), est marquée par l'importance des territoires agricoles (81,7 % en 2018), une proportion sensiblement équivalente à celle de 1990 (81,9 %). La répartition détaillée en 2018 est la suivante : 
terres arables (79 %), zones humides intérieures (13,8 %), zones urbanisées (4,5 %), prairies (2,7 %). L'évolution de l'occupation des sols de la commune et de ses infrastructures peut être observée sur les différentes représentations cartographiques du territoire : la carte de Cassini (XVIIIe siècle), la carte d'état-major (1820-1866) et les cartes ou photos aériennes de l'IGN pour la période actuelle (1950 à aujourd'hui).

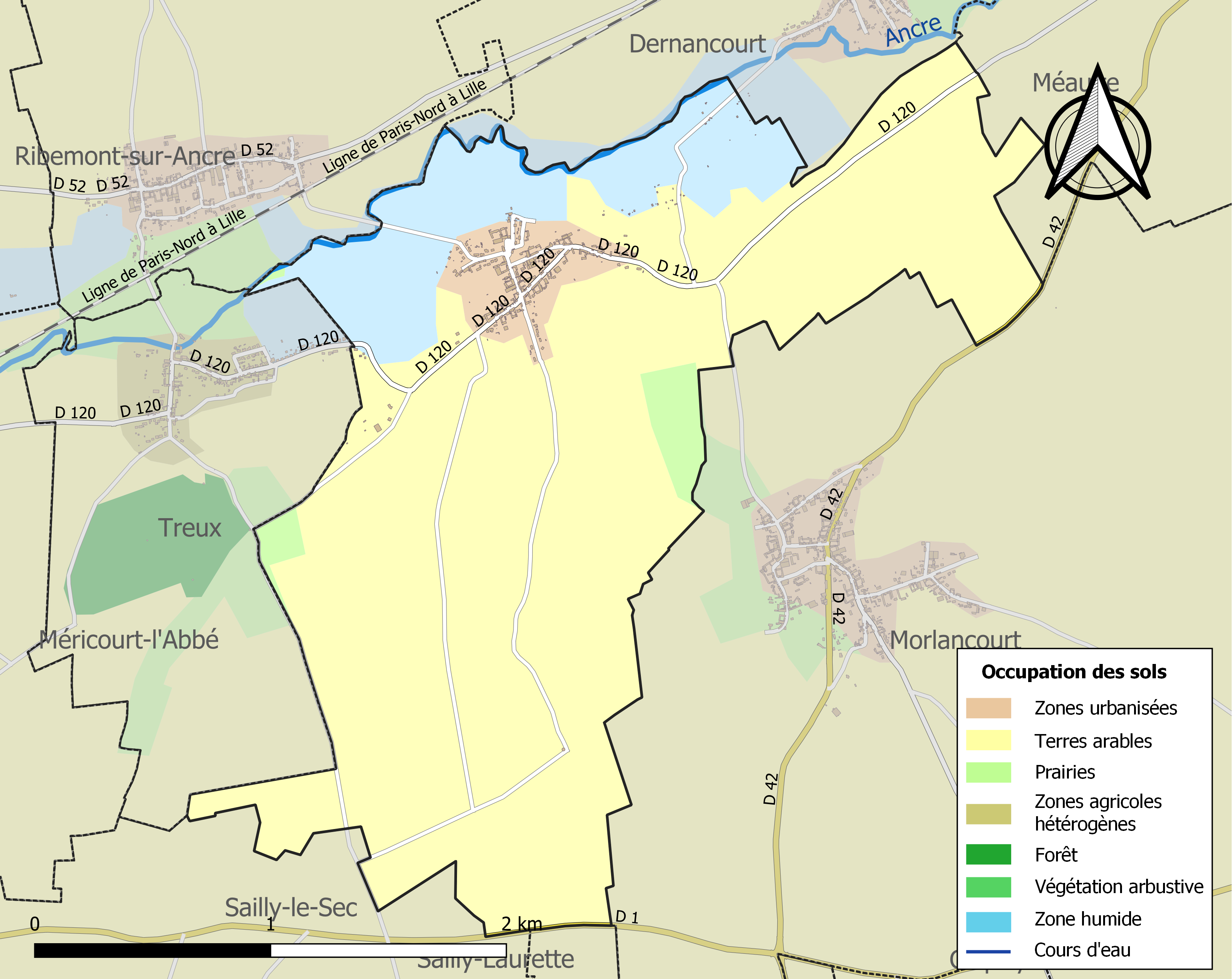
Carte des infrastructures et de l'occupation des sols de la commune en 2018 (CLC).

## Toponymie

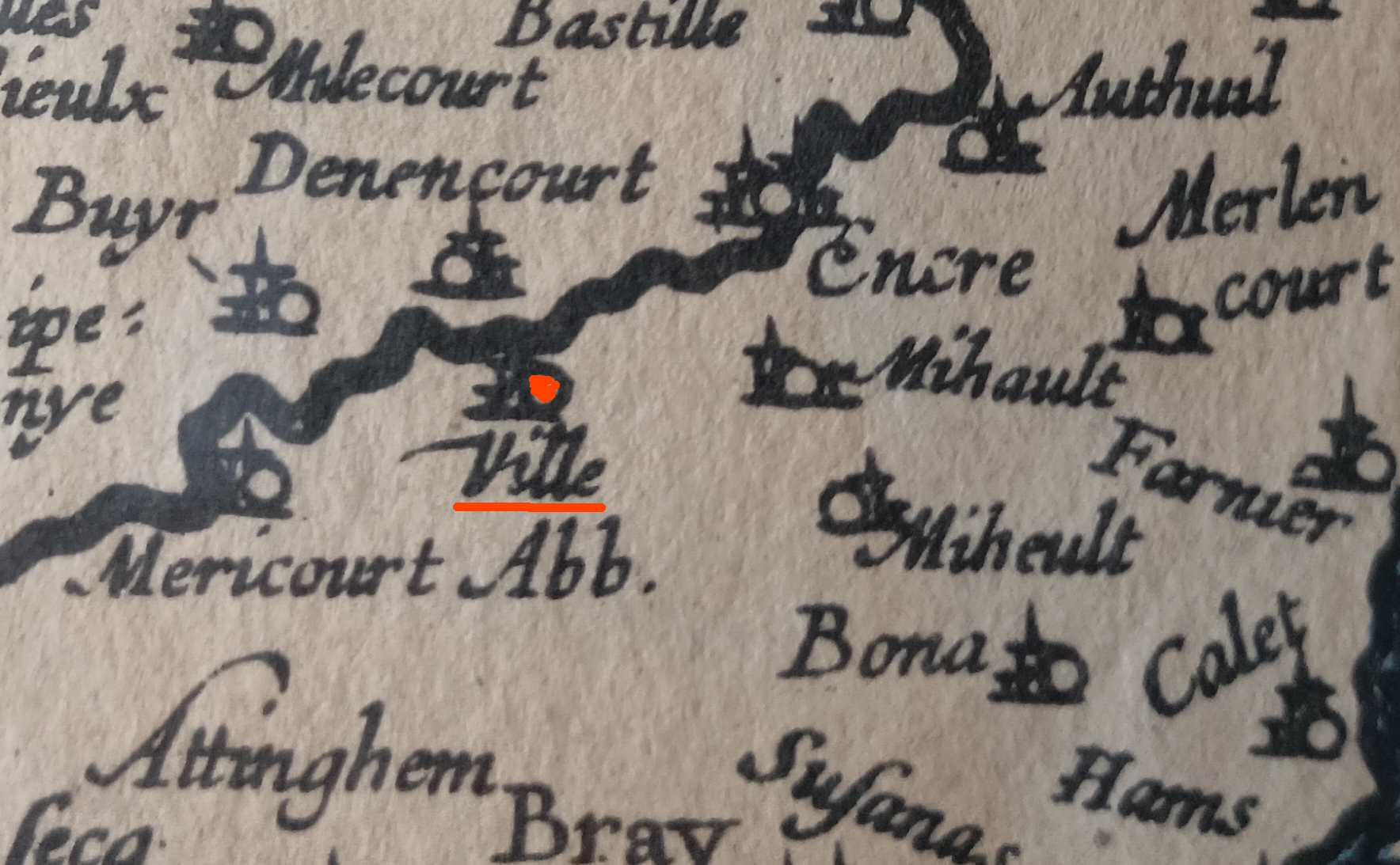
Sur une carte de la Picardie de 1620, Ville-sur-Ancre se nommait simplementVille.

Le nom de la localité est attesté sous la forme Villa super Corbeiam (1058).
L'Ancre est une rivière du nord du département de la Somme et du Pas-de-Calais, dans la nouvelle région Hauts-de-France, affluent droit du fleuve la Somme.

## Histoire
Le village est détruit pendant les combats de la Première Guerre mondiale.

## Politique et administration
| Période                                  | Période                   | Identité            | Étiquette | Qualité                                 |
| ---------------------------------------- | ------------------------- | ------------------- | --------- | --------------------------------------- |
| Les données manquantes sont à compléter. |                           |                     |           |                                         |
| mars 2001                                | 2008                      | Annie Sevenie       |           |                                         |
| 2008                                     | 2014                      | Michel Bacq         |           |                                         |
| 2014                                     | En cours (au 25 mai 2020) | Francis Bourguignon |           | Retraité Réélu pour le mandat 2020-2026 |

## Démographie
Les habitants de la commune s'appellent des Villains (es).

L'évolution du nombre d'habitants est connue à travers les recensements de la population effectués dans la commune depuis 1793. Pour les communes de moins de 10 000 habitants, une enquête de recensement portant sur toute la population est réalisée tous les cinq ans, les populations de référence des années intermédiaires étant quant à elles estimées par interpolation ou extrapolation. Pour la commune, le premier recensement exhaustif entrant dans le cadre du nouveau dispositif a été réalisé en 2007.

En 2022, la commune comptait 274 habitants, en évolution de +1,48 % par rapport à 2016 (Somme : −1,26 %, France hors Mayotte : +2,11 %).
| 1793 | 1800 | 1806 | 1821 | 1831 | 1836 | 1841 | 1846 | 1851 |
| ---- | ---- | ---- | ---- | ---- | ---- | ---- | ---- | ---- |
| 384  | 420  | 484  | 487  | 471  | 490  | 510  | 526  | 507  |

| 1856 | 1861 | 1866 | 1872 | 1876 | 1881 | 1886 | 1891 | 1896 |
| ---- | ---- | ---- | ---- | ---- | ---- | ---- | ---- | ---- |
| 484  | 483  | 465  | 435  | 423  | 401  | 379  | 350  | 329  |

| 1901 | 1906 | 1911 | 1921 | 1926 | 1931 | 1936 | 1946 | 1954 |
| ---- | ---- | ---- | ---- | ---- | ---- | ---- | ---- | ---- |
| 326  | 308  | 313  | 171  | 205  | 210  | 231  | 221  | 216  |

| 1962 | 1968 | 1975 | 1982 | 1990 | 1999 | 2006 | 2007 | 2012 |
| ---- | ---- | ---- | ---- | ---- | ---- | ---- | ---- | ---- |
| 200  | 201  | 175  | 208  | 225  | 235  | 278  | 284  | 274  |

| 2017 | 2022 | - | - | - | - | - | - | - |
| ---- | ---- | - | - | - | - | - | - | - |
| 271  | 274  | - | - | - | - | - | - | - |

## Culture locale et patrimoine

### Lieux et monuments
- Église Saint-Martin.
- Vallée de l'Ancre.
- Cimetière militaire britannique :

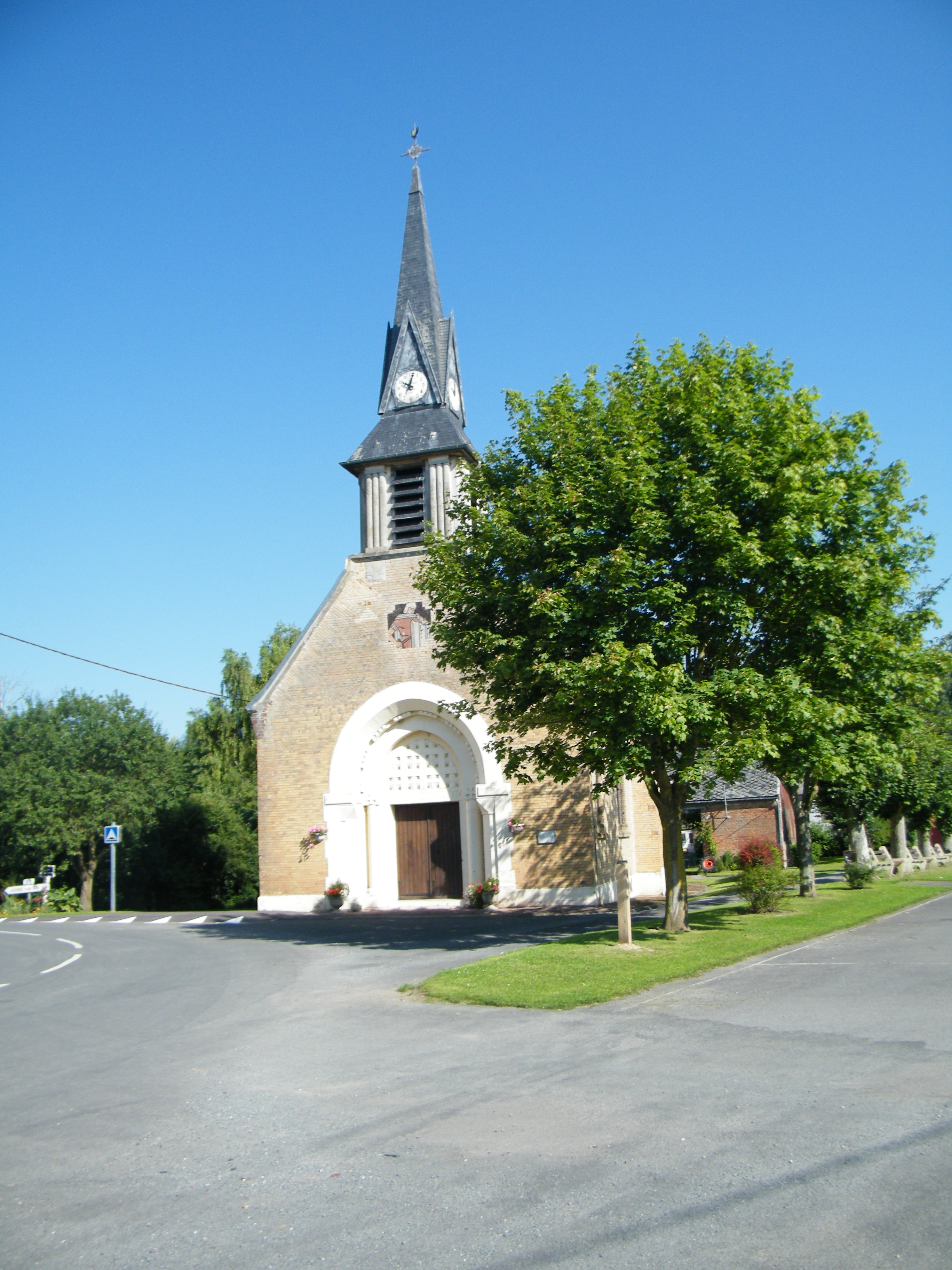
Saint-Martin.
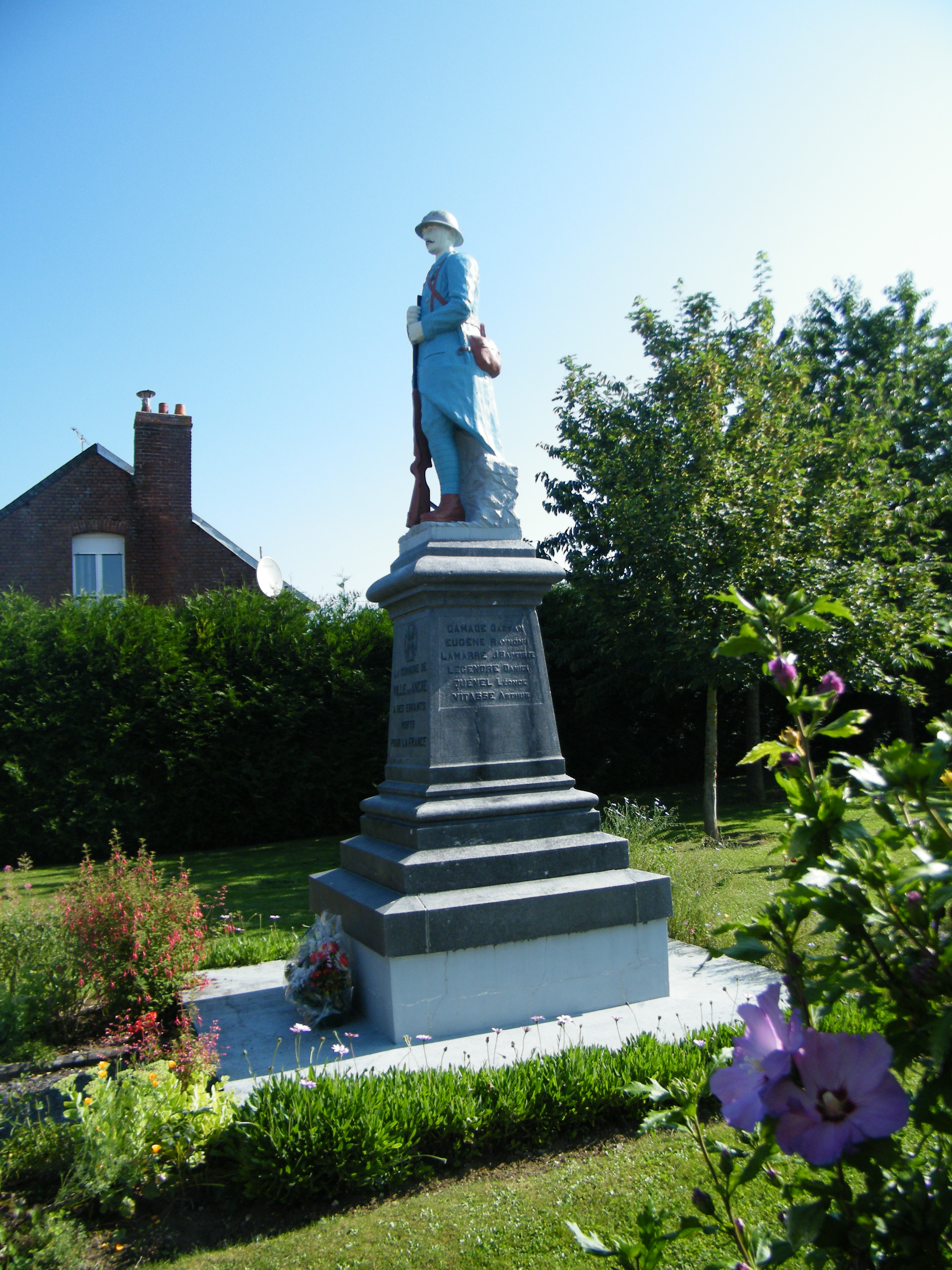
Monument.
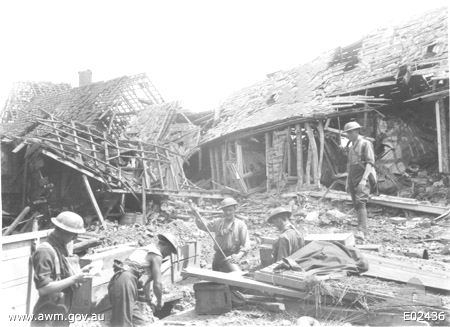
Grande guerre.

### Personnalités liées à la commune
- Jean Guyon (1794-1870), médecin militaire qui étudia les maladies tropicales et le choléra. Il passa les quinze premières années de sa vie à Ville-sur-Ancre dont sa mère était originaire.

### Héraldique
| Blason de Ville-sur-Ancre | Blason  | D'or à la champagne ondée d'azur chargée de deux fasces ondées d'argent ; au chevron versé de gueules brochant et accompagné en chef d'une tête coupée de cheval de sable bridée de gueules et en flancs de deux coquelicots de gueules tigés et feuillés de sinople chargeant l'or. |
| Blason de Ville-sur-Ancre | Détails | Le statut officiel du blason reste à déterminer. |

## Pour approfondir